# Christian Frank (Nordischer Kombinierer)
Christian Frank (* 17. Juni 2001) ist ein deutscher Nordischer Kombinierer.

## Werdegang
Frank, der in Bischofswiesen aufwuchs und für den SK Berchtesgaden startet, ist seit 2009 in der Nordischen Kombination aktiv. Er gab sein internationales Debüt bei den Nordischen Skispielen der OPA 2016 in Tarvis und Villach, wo er hinter Manuel Einkemmer und Domenico Mariotti Bronze im Schülerwettkampf gewann. Fortan startete er regelmäßig im Alpencup, einer Jugend-Wettkampfserie, die damals unter dem Dach des Weltskiverbands FIS von der Organisation der Alpenländer-Skiverbände (heute FESA) ausgetragen wurde. Im Februar 2018 erreichte er in Baiersbronn erstmals die besten Zehn, ein Jahr später gewann er in Kranj sein erstes und einziges Alpencup-Rennen.
Seit 2019 gehört er zum Spitzenförderungsprogramm der Bayerischen Polizei. Am 26. Januar 2019 debütierte Frank in Planica im Continental Cup, der zweithöchsten internationalen Wettkampfserie. Dabei lief er als 25. auf Anhieb in die Punkteränge. Im Winter 2019/20 gehörte Frank an vier Stationen des Continental Cups zum deutschen Aufgebot und erreichte dabei meist nur die hinteren Ränge. Bei den Nordischen Junioren-Skiweltmeisterschaften 2020 in Oberwiesenthal wurde Frank Fünfter im Einzel, lief in der Staffel auf den vierten Platz und gewann gemeinsam mit Maria Gerboth, Jenny Nowak und David Mach Silber im Mixed-Team.
Bei den Deutschen Meisterschaften 2020 in Oberstdorf wurde Frank Juniorenmeister. Zum Auftakt in den Winter 2020/21 wurde er in Park City Sechster im Continental Cup. Im weiteren Saisonverlauf gewann Frank regelmäßig COC-Punkte und belegte in der Gesamtwertung Rang 18. Bei den Nordischen Junioren-Skiweltmeisterschaften 2021 in Lahti lief er im Einzel nach der Gundersen-Methode auf den neunten Platz. Gemeinsam mit Jenny Nowak, Maria Gerborh und Tristan Sommerfeldt verpasste er zudem als Vierter im Mixed-Team um 1,6 Sekunden das Podest. Am 15. Januar 2022 belegte er bei seinem Weltcup-Debüt in Klingenthal den 42. Platz. Auch zum Saisonabschluss in Schonach startete er als Teil der nationalen Gruppe im Weltcup, verpasste aber die Punkteränge. Sein bestes Saisonergebnis war der vierte Platz beim Continental-Cup-Rennen in Lahti.
Ende August 2022 ging Frank erstmals im Grand Prix der Nordischen Kombination an den Start, gewann in der höchsten Sommer-Wettkampfserie aber keine Punkte. Im Frühjahr 2023 erreichte er in fünf Rennen hintereinander eine Platzierung unter den besten Zehn im Continental Cup. In der Gesamtwertung wurde er Neunter. Frank war in der Saison 2023/24 erneut zunächst im Kader für den Continental Cup. Nach guten Leistungen dort wurde er Ende Januar für die Weltcup-Rennen in Schonach nominiert. Dort belegte er am zweiten Wettkampftag den 33. Platz, was aufgrund einer Reform des Punktesystems für seine ersten Weltcuppunkte reichte. Die Saison schloss er allerdings wieder im Continental Cup ab. Dort konnte er gemeinsam mit Jakob Lange den Teamsprint in Lahti gewinnen und im Einzelrennen als Dritter erstmals das Podest erreichen. In der COC-Gesamtwertung wurde er Siebter.
Frank trat in der Saison 2024/25 auf internationaler Ebene ausschließlich im Continental Cup an. Am 1. Februar 2025 lief er hinter Jakob Lange auf den zweiten Platz. Frank beendete die Saison auf dem achten Rang in der COC-Gesamtwertung.

## Erfolge

### Continental-Cup-Siege im Team
| Nr. | Datum        | Ort   | Disziplin              |
| --- | ------------ | ----- | ---------------------- |
| 01. | 9. März 2024 | Lahti | Teamsprint Großschanze |

## Statistik

### Weltcup-Platzierungen
| Saison  | Platz | Punkte |
| ------- | ----- | ------ |
| 2023/24 | 65.   | 008    |

### Continental-Cup-Platzierungen
| Saison  | Platz | Punkte |
| ------- | ----- | ------ |
| 2018/19 | 84.   | 009    |
| 2019/20 | 57.   | 031    |
| 2020/21 | 18.   | 216    |
| 2021/22 | 20.   | 241    |
| 2022/23 | 09.   | 349    |
| 2023/24 | 07.   | 541    |
| 2024/25 | 08.   | 544    |

### Platzierungen bei Deutschen Meisterschaften
| Jahr und Ort              | Wettbewerb | Wettbewerb |
| Jahr und Ort              | Einzel     | Teamsprint |
| ------------------------- | ---------- | ---------- |
| 2019 Klingenthal          | 20.        | 11.        |
| 2020 Oberstdorf           | 13.        | 07.        |
| 2022 Hinterzarten         | 13.        | 08.        |
| 2023 Klingenthal          | 12.        | —          |
| 2024 Oberhof/Zella-Mehlis | 14.        | 08.        |

## Auszeichnungen
- Nachwuchssportler des Jahres des Fördervereins „Talentzentrum Wintersport Berchtesgaden“[3]